# Rogas fuscovarius
Rogas fuscovarius är en stekelart som först beskrevs av Cresson 1865.  Rogas fuscovarius ingår i släktet Rogas och familjen bracksteklar. Inga underarter finns listade i Catalogue of Life.